# 남재 (음악 그룹)
남재는 대한민국의 음악 그룹이다. 2020년 싱글 앨범 [새벽]으로 데뷔했다.

## 음반
- 새벽 (2020)
- 이제는 널 사랑하지 않아 (2021)
- 어떤 날에 어떤 모습으로 (2021)
- 어떻게 말할까 (2022)